# Bahnstrecke Leutkirch–Memmingen
| |                      |                                         |                                         |
| Streckennummer (DB): | 4570                 |                                         |                                         |
| Kursbuchstrecke (DB): | 753; früher: 971     |                                         |                                         |
| Kursbuchstrecke: | 306b (1946)          |                                         |                                         |
| Streckenlänge: | 31,540 km            |                                         |                                         |
| Spurweite: | 1435 mm (Normalspur) |                                         |                                         |
| Streckenklasse: | D4                   |                                         |                                         |
| Stromsystem: | 15 kV 16,7 Hz ~      |                                         |                                         |
| Minimaler Radius: | 302 m                |                                         |                                         |
| Streckengeschwindigkeit: | 160 km/h             |                                         |                                         |
| Zugbeeinflussung: | PZB, ZUB 262         |                                         |                                         |
| |                      |                                         |                                         |
| \| \| \| von Herbertingen \| \| \| \| 0,000 \| Leutkirch (Keilbahnhof) \| 652 m \| \| \| \| nach Isny \| \| \| \| 0,486 \| Eschach (24 m) \| Eschach (24 m) \| \| \| 2,200 \| Eschach \| Eschach \| \| \| 3,410 \| Unterzeil \| Unterzeil \| \| \| 4,488 \| Wurzacher Ach (37 m) \| Wurzacher Ach (37 m) \| \| \| 5,430 \| Auenhofen \| Auenhofen \| \| \| 7,543 \| Aichstetten Shell (Awanst) \| Aichstetten Shell (Awanst) \| \| \| \| Anschluss Großtanklager Altmannshofen \| \| \| \| 7,950 \| Altmannshofen \| Altmannshofen \| \| \| 8,161 \| Aitrach (29 m) \| Aitrach (29 m) \| \| \| 10,105 \| Aichstetten \| 624 m \| \| \| 14,776 \| Bundesautobahn 96 (54 m) \| Bundesautobahn 96 (54 m) \| \| \| 16,275 \| Aitrach (37 m) \| Aitrach (37 m) \| \| \| 16,726 \| Marstetten-Aitrach \| 604 m \| \| \| 19,960 \| Mooshausen \| Mooshausen \| \| \| 23,201 \| Tannheim (Württ) \| 585 m \| \| \| 23,900 \| Illerkanal \| Illerkanal \| \| \| 24,970 \| Iller (100 m); Baden-Württemberg/Bayern \| Iller (100 m); Baden-Württemberg/Bayern \| \| \| 25,500 \| Buxheim (geplant) \| Buxheim (geplant) \| \| \| 26,260 \| Buxheim \| Buxheim \| \| \| \| von Legau (Allgäu) \| \| \| \| \| von Kempten (Allgäu) \| \| \| \| 31,540 \| Memmingen \| 595 m \| \| \| \| nach Buchloe \| \| \| \| \| nach Neu-Ulm \| \| \| \| \| \| \| \| Quellen: [1] \| \| \| \| |                      |                                         |                                         |
| Strecke |                      | von Herbertingen                        | von Herbertingen                        |
| Bahnhof | 0,000                | Leutkirch (Keilbahnhof)                 | 652 m                                   |
| Abzweig geradeaus und ehemals nach rechts |                      | nach Isny                               | nach Isny                               |
| Brücke über Wasserlauf | 0,486                | Eschach (24 m)                          | Eschach (24 m)                          |
| Brücke über Wasserlauf | 2,200                | Eschach                                 | Eschach                                 |
| ehemaliger Bahnhof | 3,410                | Unterzeil                               | Unterzeil                               |
| Brücke über Wasserlauf | 4,488                | Wurzacher Ach (37 m)                    | Wurzacher Ach (37 m)                    |
| ehemaliger Haltepunkt / Haltestelle | 5,430                | Auenhofen                               | Auenhofen                               |
| Blockstelle | 7,543                | Aichstetten Shell (Awanst)              | Aichstetten Shell (Awanst)              |
| Abzweig geradeaus und nach links |                      | Anschluss Großtanklager Altmannshofen   | Anschluss Großtanklager Altmannshofen   |
| ehemaliger Haltepunkt / Haltestelle | 7,950                | Altmannshofen                           | Altmannshofen                           |
| Brücke über Wasserlauf | 8,161                | Aitrach (29 m)                          | Aitrach (29 m)                          |
| Bahnhof | 10,105               | Aichstetten                             | 624 m                                   |
| Brücke | 14,776               | Bundesautobahn 96 (54 m)                | Bundesautobahn 96 (54 m)                |
| Brücke über Wasserlauf | 16,275               | Aitrach (37 m)                          | Aitrach (37 m)                          |
| Haltepunkt / Haltestelle | 16,726               | Marstetten-Aitrach                      | 604 m                                   |
| ehemaliger Haltepunkt / Haltestelle | 19,960               | Mooshausen                              | Mooshausen                              |
| Bahnhof | 23,201               | Tannheim (Württ)                        | 585 m                                   |
| Brücke über Wasserlauf | 23,900               | Illerkanal                              | Illerkanal                              |
| Grenze auf Brücke über Wasserlauf | 24,970               | Iller (100 m); Baden-Württemberg/Bayern | Iller (100 m); Baden-Württemberg/Bayern |
| ehemaliger Dienststation / Betriebs- oder Güterbahnhof | 25,500               | Buxheim (geplant)                       | Buxheim (geplant)                       |
| ehemaliger Bahnhof | 26,260               | Buxheim                                 | Buxheim                                 |
| Abzweig geradeaus und ehemals von rechts |                      | von Legau (Allgäu)                      | von Legau (Allgäu)                      |
| Abzweig geradeaus und von rechts |                      | von Kempten (Allgäu)                    | von Kempten (Allgäu)                    |
| Bahnhof | 31,540               | Memmingen                               | 595 m                                   |
| Abzweig geradeaus und nach rechts |                      | nach Buchloe                            | nach Buchloe                            |
| Strecke |                      | nach Neu-Ulm                            | nach Neu-Ulm                            |
| |                      |                                         |                                         |
| Quellen: |                      |                                         |                                         |

Die Bahnstrecke Leutkirch–Memmingen ist eine eingleisige und elektrifizierte Hauptbahn in Baden-Württemberg und Bayern. Sie verbindet Leutkirch im Allgäu mit Memmingen.

## Geschichte
Zwei Jahre nach dem 1863 abgeschlossenen Bau der Bahnstrecke Kempten (Allgäu)–Neu-Ulm nahmen Wangener Bürger mit dem Ziel eines grenzüberschreitenden Anschlusses an diese neue Strecke Kontakt mit Memmingen auf. Da diesem Vorstoß die politische Rückendeckung fehlte, verliefen die Pläne zunächst im Sande, und das württembergische Allgäu wurde in verschiedenen Etappen bis 1880 durch die Bahnstrecke Herbertingen–Isny erschlossen. Dennoch hielt sich der Wunsch nach einer Verbindung nach Bayerisch-Schwaben und Altbayern.
So erfolgte 1876 und 1886 neuerlich die Anregung von Seiten Memmingens, eine direkte Verbindung nach Lindau durch württembergisches Gebiet zu bauen. Der zweite Vorstoß mündete in Verhandlungen zwischen den beiden Ländern, war jedoch zunächst erfolglos, weil Bayern die Betriebsführung auf der ganzen Strecke bis Lindau einforderte. Da aber ab dem Jahre 1870 das Militär vermehrt auf die Schließung der letzten Schienenlücken zwischen den südbayerischen und württembergischen Garnisonen und dem südlichen Elsass drängte, kam es schließlich 1887 zu einem Staatsvertrag.
Nach knapp dreijähriger Bauzeit konnte die Eröffnung der Strecke von Leutkirch im Allgäu nach Memmingen am 2. Oktober 1889 erfolgen. In Leutkirch entstand Anschluss an die bereits bestehende Bahnstrecke Herbertingen–Isny, zu diesem Zweck wurde dort ein neuer Keilbahnhof errichtet.
Auch bei der Ausführung war das Militär einbezogen: Die Gleise auf württembergischen Gebiet wurden im Auftrag der Staatsbahn durch Angehörige des Berliner Eisenbahnregiments gelegt, das sich zu Übungszwecken bisweilen an zivilen Bauvorhaben beteiligte.

„1889. Den 2. September früh 7 Uhr marschierte das aus Preußen, Sachsen und Württembergern zusammengesetzte Detachement Eisenbahntruppen durch hiesige Stadt, nachdem es die Eisenbahnschienen auf der neuen Bahnstrecke Leutkirch–bayer. Landesgrenze gelegt hatte. Das Detachement bestand aus 230 Mann mit 7 Offizieren und fuhr nach seiner Garnison Berlin zurück ... Die neue Bahn gilt übrigens als ein Glied einer strategischen Bahn, dürfte aber speziell für Memmingen wirtschaftlichen Nutzen bringen.“

Durch Schließung der zweiten grenzbedingten Lücke zwischen Wangen und Hergatz am 15. Juli 1890 mit Anschluss an die Bahnstrecke Buchloe–Lindau wurde schließlich eine alternative Verbindung zwischen München beziehungsweise Augsburg über Buchloe nach Lindau realisiert, wobei die neuere Strecke über württembergisches Gebiet gegenüber der älteren bayerischen Strecke über Kempten sogar etwas kürzer ist.
Die Strecke wurde bis 2020 als Teil der Ausbaustrecke München–Lindau elektrifiziert.

### Strittiger Tannheimer Bogen
Im Rahmen dieser Planungen kam es 2009 zu Diskussionen über eine mögliche Verlegung der Trasse unter Abschneidung des Tannheimer Bogens. Gemäß dem nicht abgestimmten Vorschlag hätte eine neue Trasse in etwa der Strecke der stillgelegten Lokalbahn nach Legau folgend Memmingen direkt mit Aichstetten verbinden und südlich von Dickenreishausen auf der Höhe von Illerbeuren die Iller überqueren sollen.
Für die Umgehung der Württemberger Halte waren insbesondere die bayerische ÖDP, Bürger aus Buxheim und Memmingens Oberbürgermeister Ivo Holzinger. Die Gemeinde Buxheim sah sich am meisten vom sich verstärkenden Verkehrsaufkommen und dem damit verbundenen Lärmpegel beeinträchtigt, da die Ortschaft sich – ebenso wie Teile Memmingens – mittlerweile nahe an die Bahnstrecke heran ausgebreitet hat.
Gegen diesen Vorschlag wehrten sich die Gemeinden Tannheim und Aitrach erfolgreich, da dessen Umsetzung deren Abschneidung vom Schienenverkehr bedeutet hätte. Das Land Baden-Württemberg erteilte im März 2009 seine Absage.

### Zukunft
Ein im August 2021 veröffentlichter Entwurf für die Infrastrukturliste zum dritten Gutachterentwurf des Deutschlandtakts enthält einen „Neubau Kreuzungsgleis Buxheim für den Güterverkehr“. Dafür sind, zum Preisstand von 2015, Kosten von 28 Millionen Euro geplant. Dafür wurden 2023 Planungsleistungen ausgeschrieben.
Zukünftig könnten im Zuge der angedachten Regio-S-Bahn Donau-Iller die Stationen Memmingen-Klinikum/BBZ und Buxheim neu eingerichtet beziehungsweise reaktiviert werden.

## Streckenbeschreibung

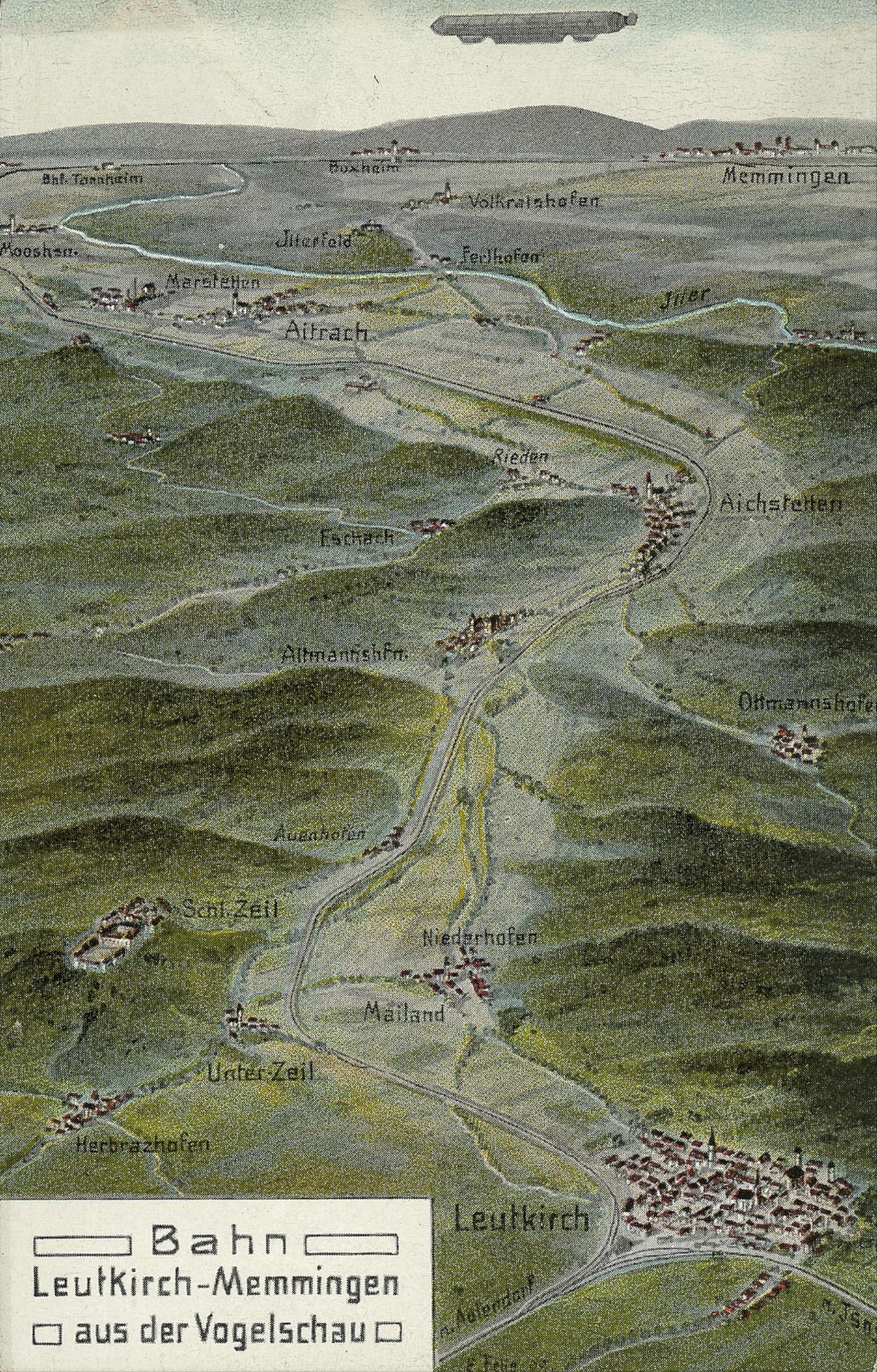
„Bahn Leutkirch–Memmingen aus der Vogelschau“, Ansichtskarte von Eugen Felle, 1909

Die Strecke verbindet Leutkirch im Allgäu und Memmingen nicht direkt, sondern weicht in zwei Bögen von der Luftlinie ab. Neben politischen Gründen wurde die Streckenführung wegen günstigeren topografischen Verhältnissen gewählt. Sie verläuft meist auf Geländehöhe und folgt in der ersten Hälfte den Tälern der Flüsse Eschach und Aitrach, weshalb beim Bau kaum technische Schwierigkeiten zu überwinden waren. Die Überquerung der Iller zwischen Arlach und Buxheim statt bei Ferthofen wurde gewählt, um die waldreichen württembergischen Orte zum Abtransport von Grubenholz anzubinden und eine einfachere Verbindung zu einer eventuell späteren Verlängerung der Bahnstrecke Biberach–Ochsenhausen nach Memmingen zu ermöglichen. Auf der direkten Linie zwischen Leutkirch und Memmingen befinden sich zudem mehrere bewaldete Anhöhen und das Illertal ist südlich von Ferthofen wesentlich breiter und tiefer als weiter nördlich.
Am Bahnhof Leutkirch beginnend wendet sich die Strecke zunächst nach Nordwesten zum mittlerweile aufgelassenen Bahnhof Unterzeil und schwenkt dann scharf zurück nach Nordosten in Richtung Memmingen, wo die Stationen Altmannshofen und Aichstetten erreicht werden. Dieser Bogen kam durch das Interesse des Grafen von Waldburg-Zeil nach eigener Bahnanbindung zustande. Dazwischen liegt an der Ausweichanschlussstelle Aichstetten Shell ein täglich von Privatbahnlokomotiven bedientes Tanklager.
Kurz darauf wendet sich die Trasse in nördlicher Richtung wieder von der direkten Linie ab und erreicht den Haltepunkt Marstetten-Aitrach, den seit den 1970er Jahren stillgelegten Haltepunkt Mooshausen und den Bahnhof Tannheim. Dort schwenkt die Strecke in einer weiteren scharfen Kurve nach Osten und überquert auf dem größten Viadukt des Abschnitts die Iller, durch die hier die Landesgrenze verläuft. Auf bayerischer Seite folgt der mittlerweile ebenfalls geschlossene Bahnhof Buxheim, bevor über eine weite Schleife der südlicher gelegene Endpunkt Memmingen erreicht wird. Die Bahnstrecke wurde von Süden her in den Bahnhof Memmingen eingeführt, um den Fahrtrichtungswechsel von langen Militärzügen zu vermeiden. Auch dieser sogenannte Tannheimer Bogen hat teilweise politische Ursachen: Die Streckenführung wurde ursprünglich gewählt, um den Wünschen des Grafen Waldbott von Bassenheim aus Buxheim und des Grafen von Schaesberg in Tannheim ebenfalls nach Anschluss an die Eisenbahn nachzukommen.

## Verkehr

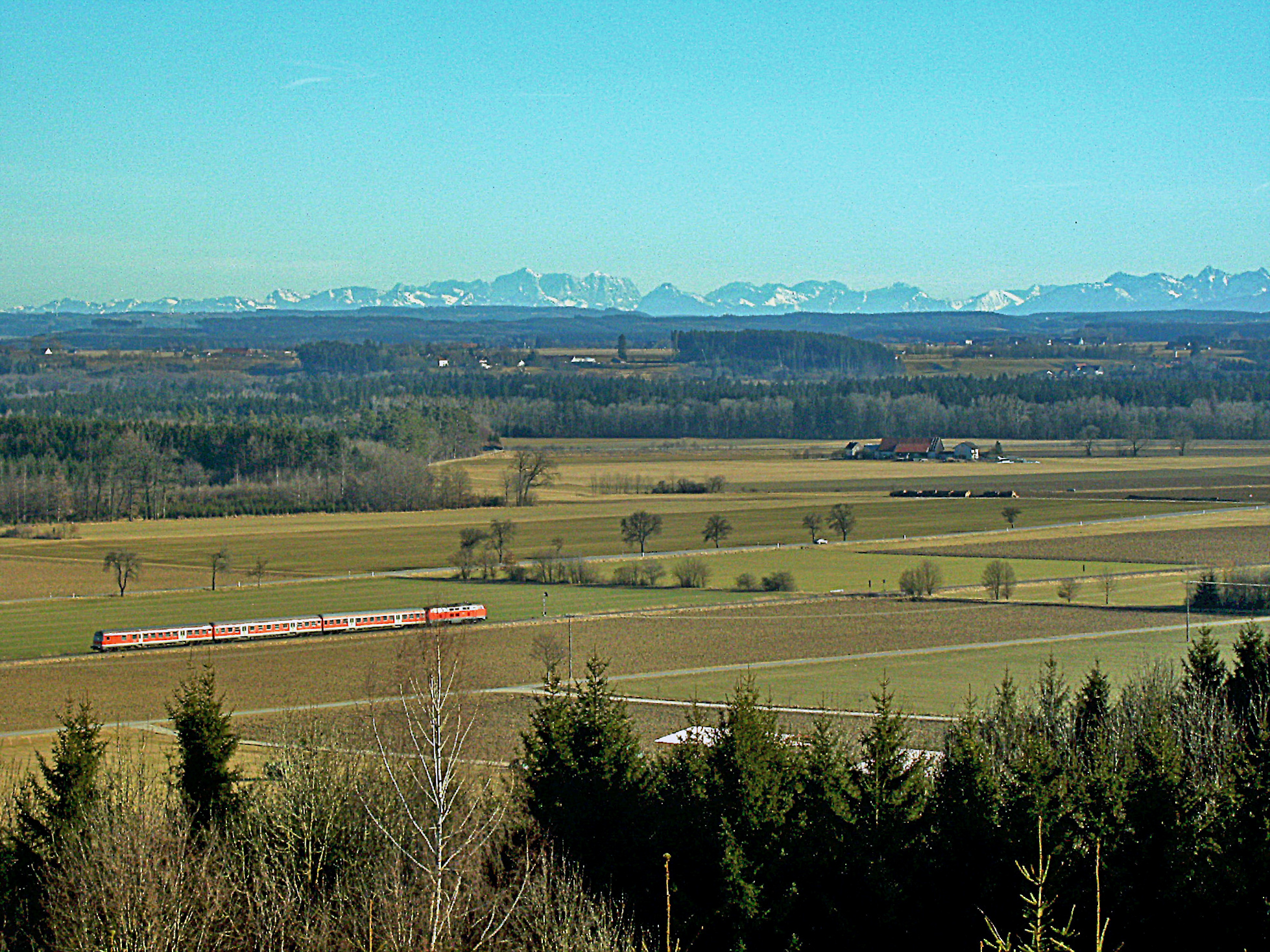
Zwischen Memmingen und Mooshausen

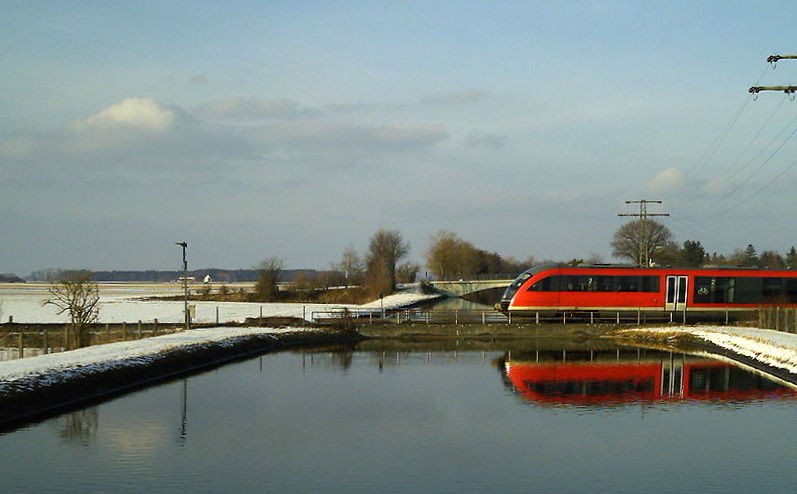
Eisenbahnbrücke über den Illerkanal bei Tannheim

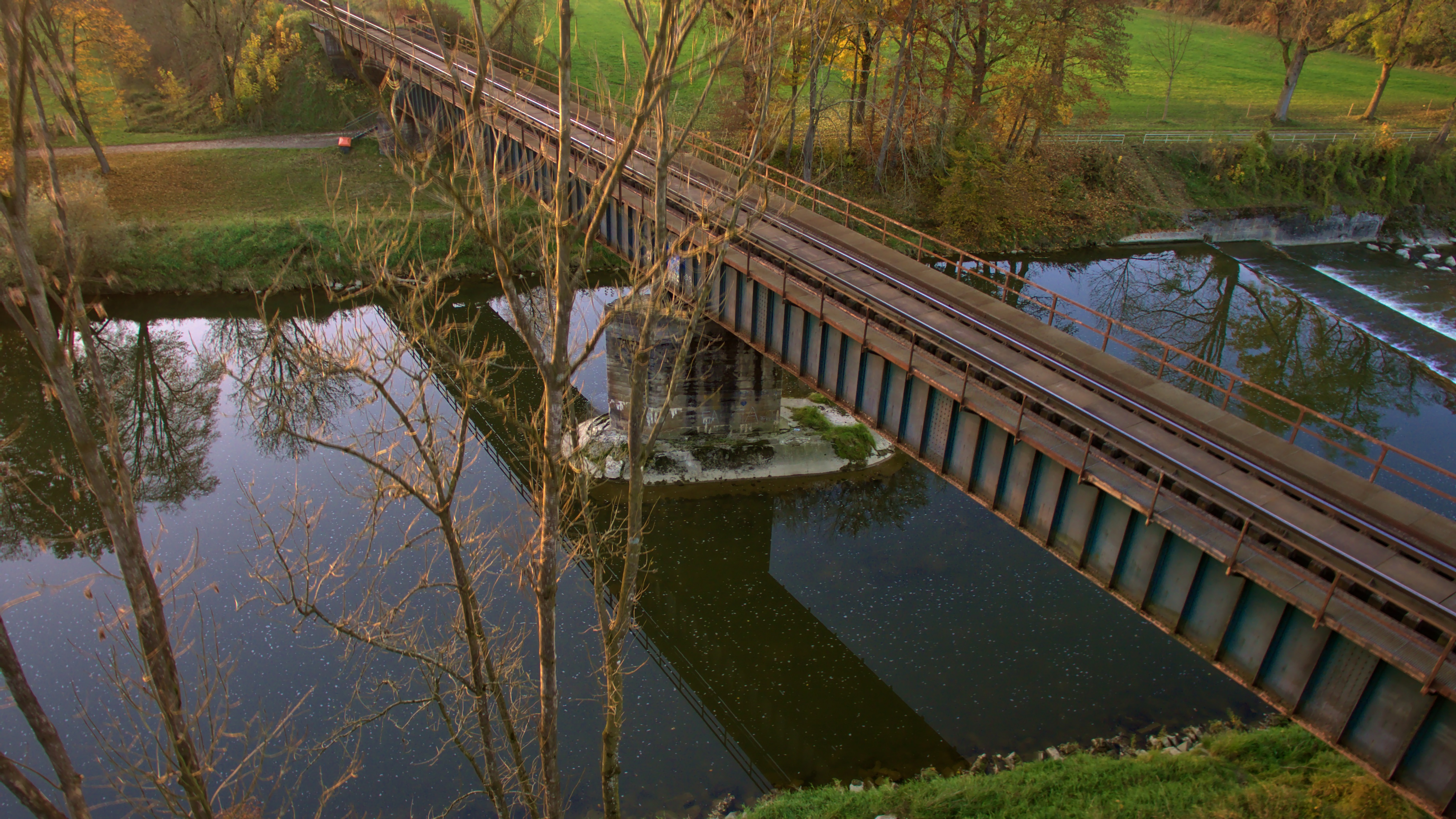
Eisenbahnbrücke über die kanalisierte, nur Restwasser führende Iller bei Buxheim

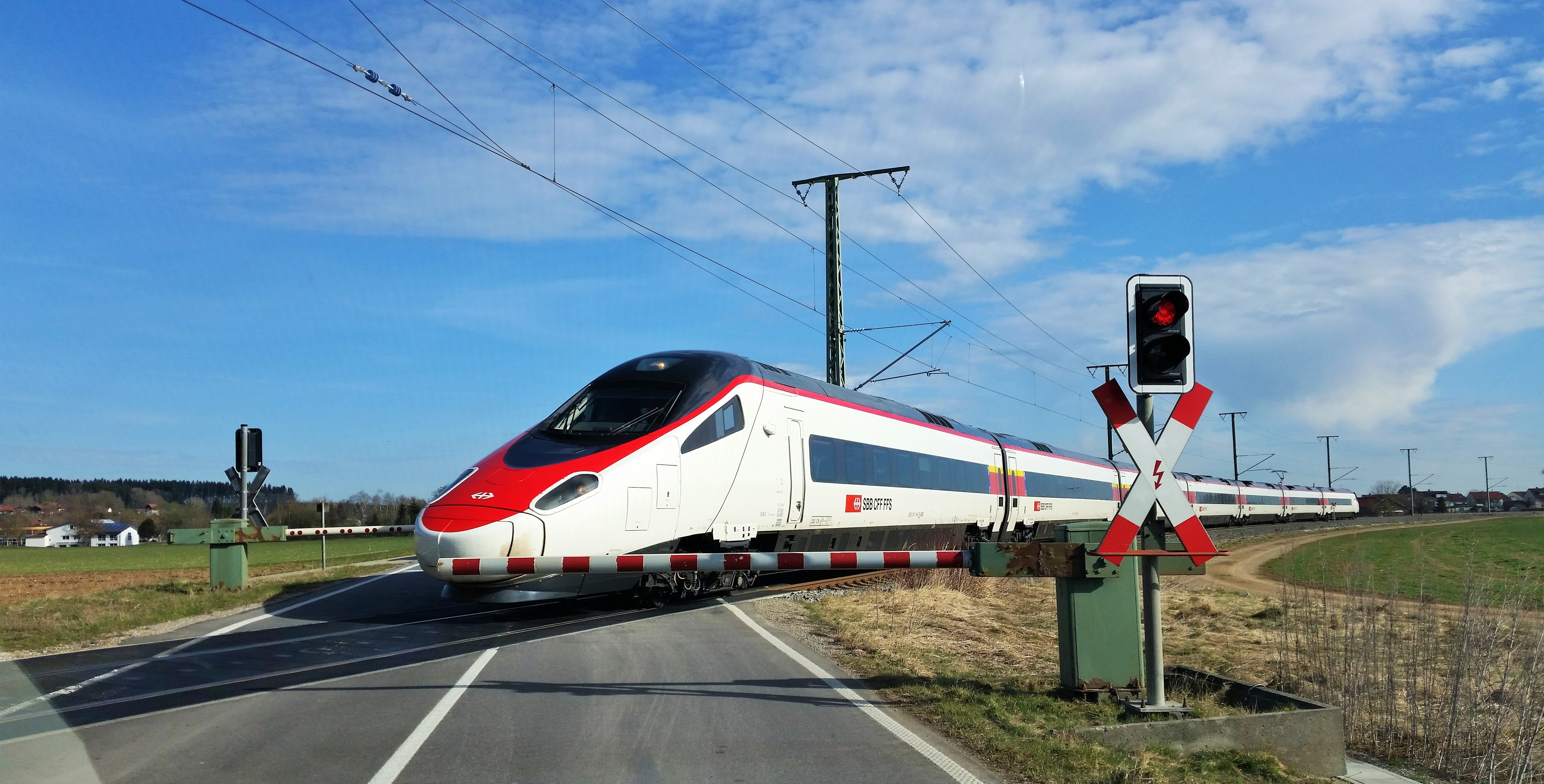
Bahnübergang in Tannheim, 2021

### Personenverkehr
Im Fernverkehr verkehren auf der Strecke täglich sechs Zugpaare der EuroCity-Express-Linie München–Zürich. Von den Schweizerischen Bundesbahnen werden diese in Kooperation mit der Deutschen Bahn mit Elektrotriebzügen der Baureihe ETR 610 betrieben.
Die Regional-Express-Linie RE 96 München–Lindau-Reutin verkehrt im Zweistundentakt auf der Strecke, diese wird zweistündlich durch die Regionalbahn-Linie RB 92 Memmingen–Lindau-Insel verdichtet. Arverio Bayern setzt hierfür Elektrotriebzüge vom Typ Stadler Flirt 3 ein.

### Güterverkehr
Von 1958 bis 1995 wurden täglich 200 Tonnen Öl, das im Erdölfeld Mönchsrot gefördert wurde, im Bahnhof Tannheim in Kesselwagen verladen und nach Memmingen transportiert. In der Sommersaison verkehren Kieszüge, außerdem wird das Shell-Großtanklager in Aichstetten-Altmannshofen bedient, das zur strategischen Ölreserve der Bundesrepublik Deutschland gehört.